# Plymouth Gran Fury
El Plymouth Gran Fury es un automóvil de tamaño completo que fue fabricado por la división Plymouth de Chrysler entre 1975 y 1989. La placa de identificación se usaría en sucesivas versiones de tamaño rebajado, primero en 1980 y nuevamente en 1982, a través de lo que originalmente habrían sido vehículos de tamaño intermedio y de la clase compacta a principios de la década de 1970, todas con diseños convencionales de tracción trasera. Cuando Chrysler terminó la producción de los modelos con carrocería M en diciembre de 1988 (año modelo de 1989), eran los últimos automóviles de tracción trasera que quedaban de Chrysler, con un motor V8 y carburador, una configuración utilizada desde mediados de la década de 1950. Plymouth no tuvo otro automóvil con tracción trasera hasta el roadster Prowler de 1997.
Después de que Chevrolet finalizó la producción de su sedán Caprice de tamaño completo en 1996, Ford continuó la producción de sus modelos de la plataforma Panther de tracción trasera con motor V8 hasta septiembre de 2011. En 2013, GM anunció el final de la fabricación de la plataforma Zeta en Australia para 2017. A finales de 2001, la placa de identificación de Plymouth había dejado de comercializarse, pero en 2005, el 300 de Chrysler y el Dodge Magnum, así como el Charger 2006 y el Challenger 2008, trajeron de vuelta los sedanes de tamaño completo y tracción trasera (también de tracción total) con motores V6 y V8. Esto supuso que Fiat Chrysler Automobiles quedase como el único fabricante estadounidense de sedanes de pasajeros de tamaño completo con tracción trasera y motor V8.
Antes de 1975, los modelos de primera línea de la serie Fury de Plymouth se conocían como "Fury Gran Cupé" y "Fury Gran Sedán". El modelo Fury Gran Cupé se introdujo en 1970 como una versión con columnas muy estilizadas. Se cambió a la carrocería de techo rígido de dos puertas en 1971, cuando también estaba disponible un sedán igualmente de techo rígido denominado "Fury Gran Cupé", rebautizado finalmente como "Fury Gran Sedán" en 1972. Los modelos Gran Cupé y Gran Sedán se continuaron produciendo hasta 1973.

## 1975-1977
En 1975, el Plymouth Satellite de tamaño mediano y carrocería B fue rediseñado y rebautizado como Plymouth Fury. Como resultado, el anterior Fury de carrocería C y tamaño completo pasó a denominarse como Gran Fury. Debido a que el Fury de carocería C había sido rediseñado para 1974, el Gran Fury de 1975 recibió pocos cambios además de su nuevo nombre. Los modelos Gran Fury Brougham de primera línea recibieron una nueva parrilla y un nuevo diseño de faros de una sola unidad; todos los Gran Fury recibirían este retoque de estilo para el año 1976.

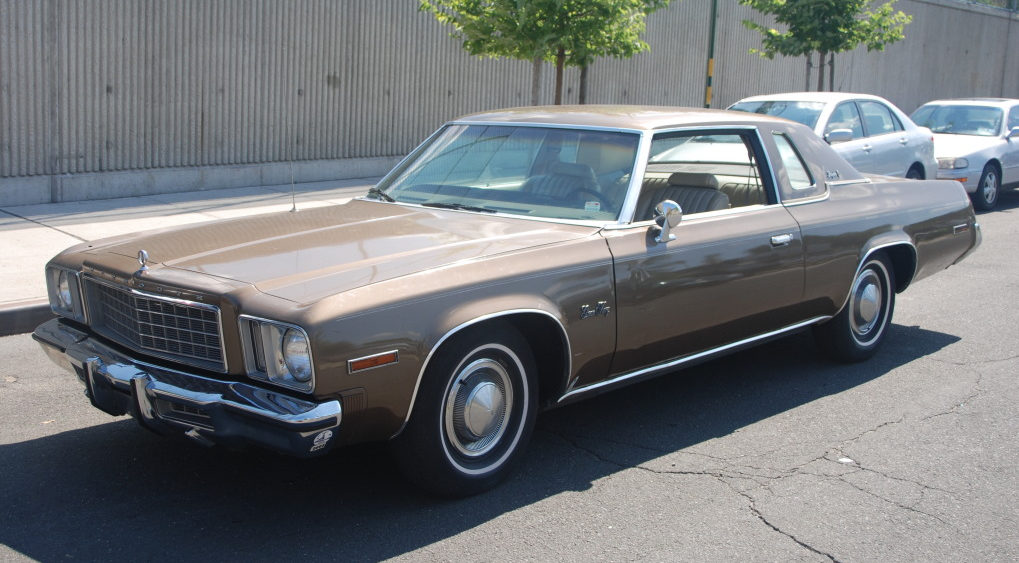
Gran Fury Brougham 2-puertas cupé de 1975

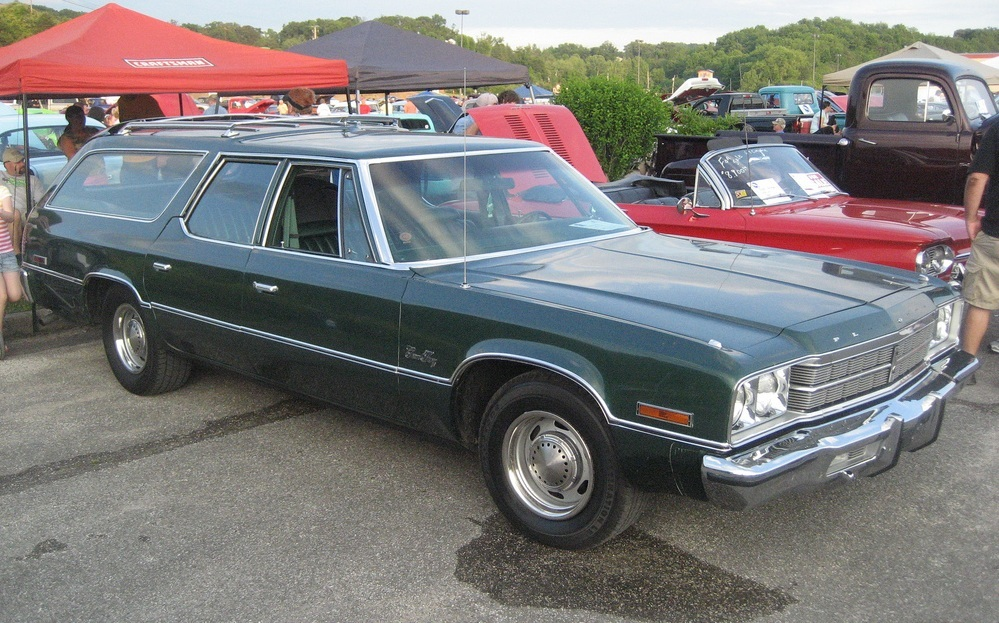
Gran Fury Custom Suburban familiar de 1975

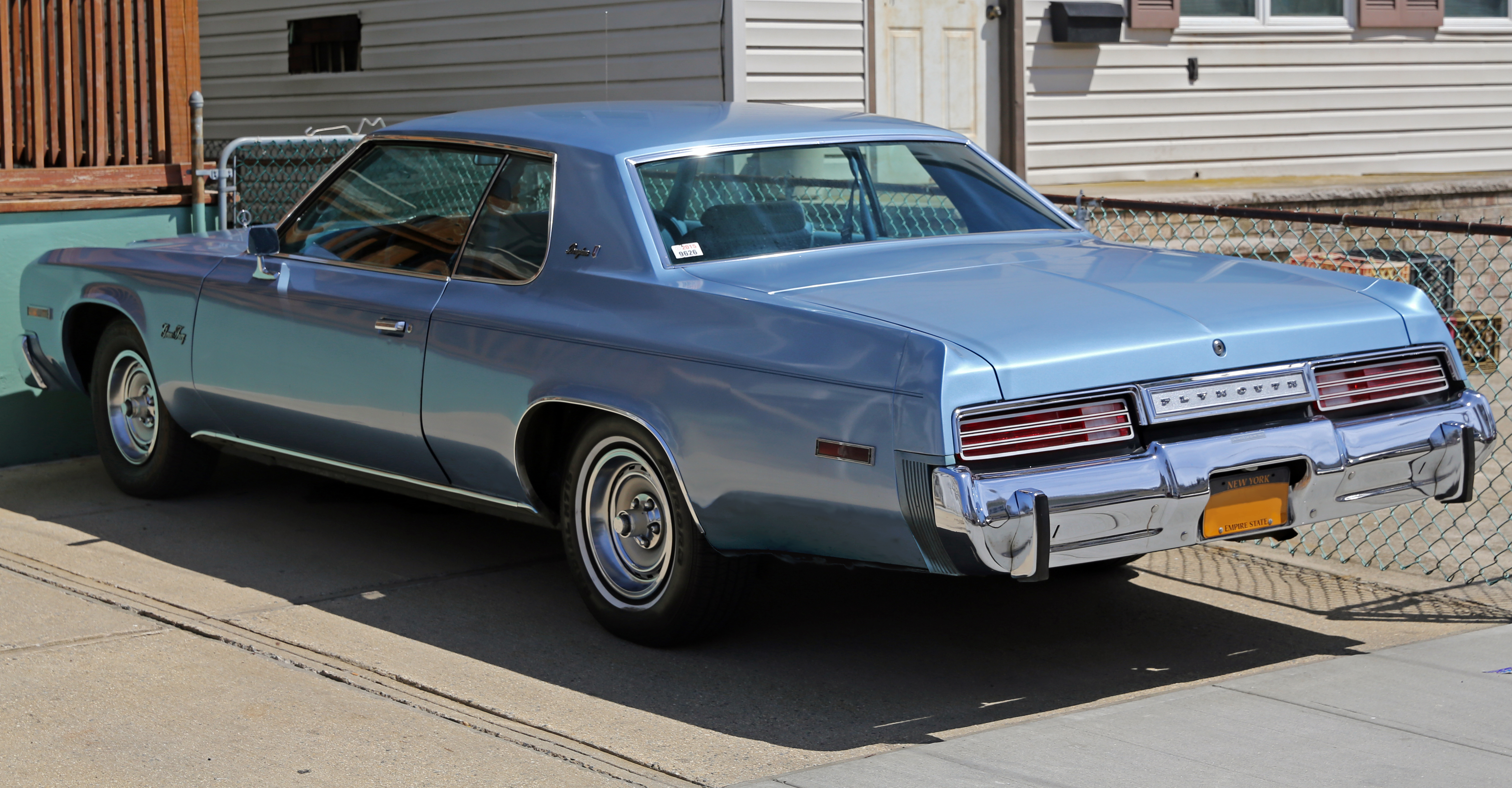
Gran Fury Brougham 2-puertas hardtop de 1977

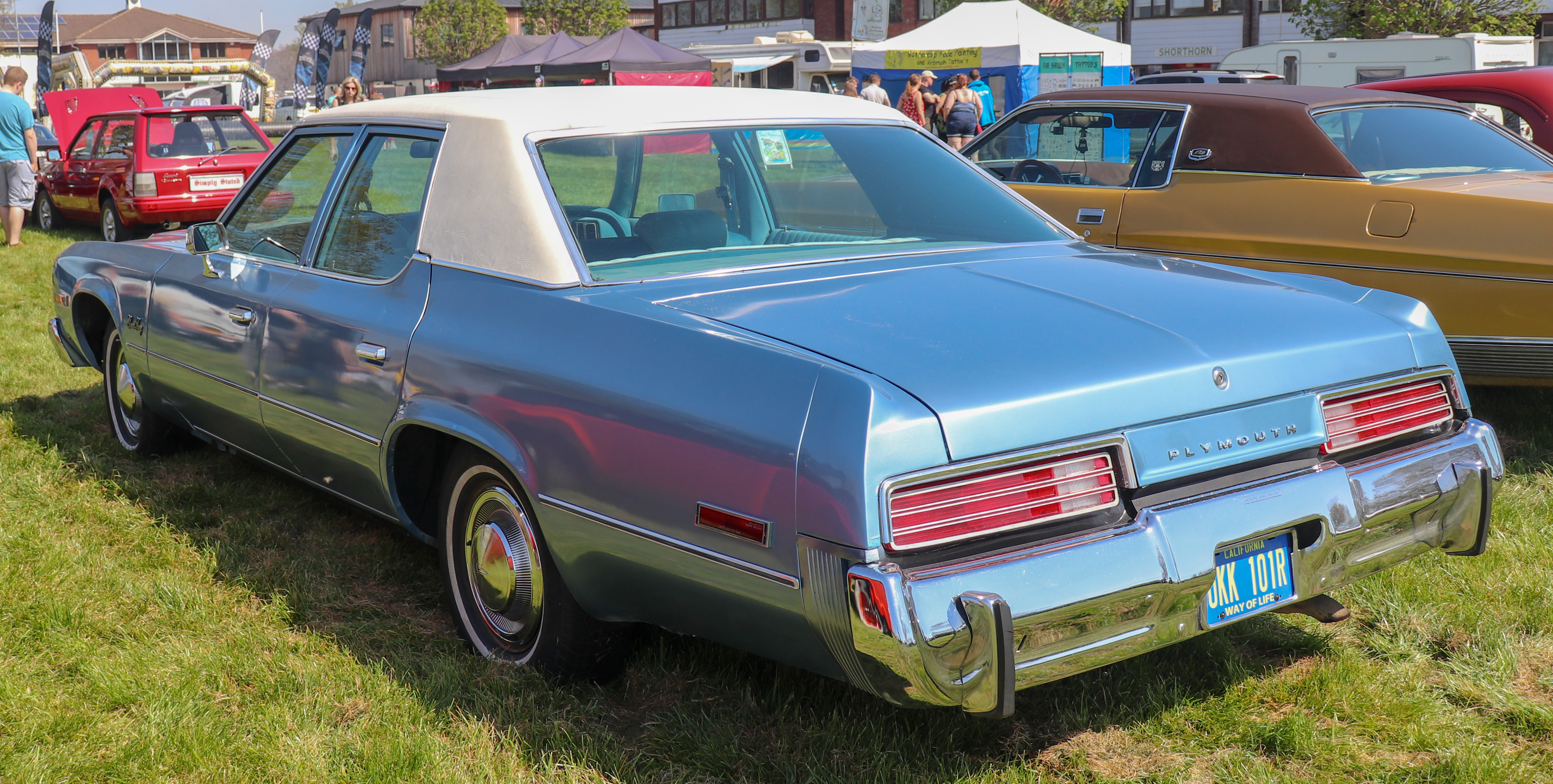
Gran Fury 4-puertas sedán de 1977

Esta generación estaba disponible como cupé de 2 puertas, techo rígido de 2 puertas, sedán de 4 puertas, techo rígido de 4 puertas y familiar de 4 puertas. Todos los modelos, con la excepción de los familiares, disponían de una distancia entre ejes de 121,5 plg (3086 mm), compartida con el Dodge Monaco. Los familiares Gran Fury Suburban disponían de una distancia entre ejes más larga de 124 plg (3150 mm), que también fue utilizada por los modelos familiares del Monaco y todos los Chrysler e Imperiales de tamaño completo. El Gran Fury de 1975 estaba disponible en cuatro niveles de equipamiento: base (solo sedán y cupé), "Custom" (todos los modelos), "Brougham" (solo cupé y techo rígido) y "Sport Suburban" (solo familiar). Los cambios para 1976 fueron mínimos. Se eliminó el estilo de carrocería de techo rígido de 4 puertas, dejando solo cupés, sedanes y familiares. Con este cambio, los sedanes pasaron a estar disponibles en el acabado Brougham de lujo. Las ofertas se recortaron para el último modelo del año, el Gran Fury de carrocería C de 1977. El nivel de equipamiento personalizado de gama media se eliminó, dejando solo cupés y sedán Brougham básicos y de gama alta. Los familiares Gran Fury de 1977 estaban disponibles en modelos Suburban básicos o Sport Suburban de gama alta. Todos los Plymouth de carrocería C de tamaño completo se dejaron de producir a finales del año modelo de 1977, dejando al Fury de carrocería B y tamaño mediano como el automóvil grande de Plymouth para 1978.
Las ventas de todos los modelos de carrocería C de Chrysler Corporation para los años modelo entre 1974 y 1978 fueron considerablemente decepcionantes; el Plymouth Gran Fury no fue una excepción. Esto se debe a que la introducción en 1973 de las carrocerías C rediseñadas del año modelo 1974 coincidió con la crisis del petróleo de 1973. A medida que los precios de la gasolina se dispararon, la demanda de automóviles grandes que consumían mucha gasolina cayó en picado. Las ofertas de carrocería C disminuyeron en el ciclo de diseño 1974-1978. Los Imperial fueron los primeros en salir después de 1975. Las carrocerías C de Plymouth y Dodge se abandonaron después del año modelo 1977. Las carrocerías Chrysler C se dejaron de producir después de 1978. La cancelación del Gran Fury fue seguida por la del Fury de tamaño mediano después del año modelo de 1978. Esta enorme brecha en la gama de Plymouth dejó al compacto Volaré como el automóvil más grande de Plymouth en 1979. Un Gran Fury rediseñado y reducido regresaría en 1980.
| Año      | 1975   | 1976   | 1977   | Producción total |
| -------- | ------ | ------ | ------ | ---------------- |
| Unidades | 72.801 | 39.511 | 47.552 | 159.864          |

## 1980-1981
Cuando se introdujeron los coches de "carrocería-R" reducidos en 1979, no se incluyó una versión del Plymouth, ya que el Chrysler Newport de gama baja estaba destinado a llenar este vacío. Aunque las ventas del Newport en 1979 fueron bastante sólidas, todavía había una gran demanda de un modelo Plymouth de tamaño completo. Finalmente, en 1980, el Gran Fury regresó después de una ausencia de dos años.
Este Gran Fury reducido estaba disponible solo como un sedán de 4 puertas con "techo rígido con pilares", esta vez basado en el plataforma R, presentado en 1979 en respuesta a los modelos de Chevrolet y Ford rediseñados. La "nueva" carrocería R se basó en gran medida en la antigua plataforma de la carrocería B de tamaño mediano de Chrysler, presentada en 1962 y actualizada varias veces a partir de entonces. Casi idéntico al Chrysler Newport, estaba destinado a satisfacer la demanda de los distribuidores de un modelo de tamaño completo de menor precio pero adecuado para cubrir el mercado de los pedidos de flotas, principalmente para uso policial y de taxis.
El Plymouth Gran Fury de 1980 estaba disponible en dos versiones, Base y Salon. El Salon ofrecía más características estándar, incluido un techo cubierto de vinilo, tela interior de mayor calidad, asiento de banco dividido, molduras laterales cromadas y cubiertas de ruedas de lujo. Al igual que su hermano, el Dodge St. Regis, el Gran Fury de carrocería R fue muy popular entre los clientes de flotas, especialmente los departamentos de policía (para los que se diseñó el "Paquete de policía" A38, junto con un motor E58 de 360 pulgadas cúbicas (5,9 L) y de 195 bhp). Tanto la Policía del Estado de Míchigan como la de Ohio encargaron cantidades considerables de estos coches, de manera que el Gran Fury de 1980 alcanzó unas ventas más altas (18.750 unidades) de cualquier otro modelo basado en la carrocería R aquel año.
La segunda generación del Plymouth Gran Fury duró poco y se suspendió a mediados del año modelo de 1981 junto con los otros modelos de carrocería R, debido a la lentitud de las ventas. Esta circunstancia se puede atribuir principalmente a la mala economía de combustible, así como a su plataforma obsoleta. El Gran Fury de 1981 también fue el último automóvil de tamaño completo real en llevar el nombre Plymouth, hasta la desaparición de la marca veinte años después.
| Año      | 1980   | 1981  | Producción total |
| -------- | ------ | ----- | ---------------- |
| Unidades | 14.600 | 7.719 | 22.319           |

## 1982-1989
En 1982, Plymouth redujo el tamaño del Gran Fury nuevamente, esta vez compartiendo la plataforma M de tamaño mediano con el Chrysler Fifth Avenue (llamado Chrysler New Yorker/New Yorker Fifth Avenue para 1982 y 1983) y con el Dodge Diplomat. Además del Gran Fury de carrocería R, el Gran Fury de carrocería M reemplazó al Chrysler LeBaron también sobre la misma carrocería, que se había mudado a un compacto sobre la plataforma K ese mismo año. Considerado por entonces un automóvil de tamaño mediano, el Gran Fury de esta generación se acercaba al tamaño exterior de lo que alguna vez fueron los compactos Valiant y Volaré, pero ofrecía más espacio interior. De hecho, la carrocería M se basó en gran medida en la plataforma F del Volaré. Al igual que su predecesor, el Gran Fury de 1982 se introdujo más tarde que sus hermanos Chrysler y Dodge; Chrysler LeBaron y Dodge Diplomat habían usado la plataforma M desde 1977.
Para 1979, todos los cupés de carrocería M se ofrecieron con 2 tratamientos de techo diferentes. El Chrysler LeBaron, el Dodge Diplomat, el Plymouth Gran Fury (en los EE. UU.) y el Caravelle Salon (en Canadá) tenían un tratamiento más formal en las ventanas laterales traseras con una forma rectangular alta y angosta, en lugar de la forma de "triángulo" de la moldura estándar. Este cupé más formal solo se vendió durante un año.
Entre 1982 y 1989, el Plymouth Gran Fury compartió las fascias delantera y trasera del Dodge Diplomat. Eran virtualmente idénticos con la excepción de las insignias. Una vez más, el Gran Fury de tercera generación estaba disponible en el acabado "Salon" básico y de gama alta. Como en años anteriores, el modelo base del Gran Fury de mayor volumen de producción atendía más a los clientes de flotas, mientras que los Salones Gran Fury estaban más orientados a clientes privados y ofrecían opciones como techos de vinilo completo, tapicería de terciopelo, ruedas con radios de turbina, y cerraduras y ventanas eléctricas.
Aunque estaba disponible para compradores minoristas, el Gran Fury era mucho más popular entre los departamentos de policía y otros compradores de flotas, principalmente porque el automóvil tenía un precio razonable y tenía un tren motriz convencional con componentes probados que podían soportar largos períodos con un reducido mantenimiento. El Gran Fury, sin embargo, era mucho menos potente que sus competidores de los otros integrantes del Big Three (GM y Ford), así como las ofertas de coches policiales anteriores de Chrysler Corporation. El motor más potente disponible para los departamentos de policía fue un V8 de 318 pulgadas cúbicas (5,2 L) y 165 HP (123 kW), capaz de recorrer el cuarto de milla en 18,16 segundos, más lento que el Volkswagen Rabbit GTi de 90 hp.
Esta generación del Gran Fury se vendió en cantidades respetables. Sin embargo, a pesar de tener los mismos precios base que el Gran Fury (un poco menos de 12.000 dólares en su último año), el Diplomat siempre se vendió más, generalmente por varios miles de unidades cada año. Las ventas totales del Chrysler Fifth Avenue siempre fueron mucho más que las del Gran Fury y del Diplomat, aunque generalmente costaba alrededor de 6.000 dólares más. Este último automóvil que llevó la placa de identificación Gran Fury se mantuvo prácticamente sin cambios durante sus 7 años de producción. La disminución de las ventas, la falta de promoción y la obsolescencia técnica (la plataforma se remontaba al Dodge Aspen de 1976) finalmente contribuyeron a la desaparición del modelo a principios de 1989. Ese año, una bolsa de aire del lado del conductor se convirtió en estándar. Este sería el último Plymouth de tracción trasera hasta la introducción del Prowler. Si bien Dodge ofreció el Monaco de 1990 y luego el Intrepid de 1993, Chrysler nunca reemplazó al Gran Fury con ningún otro automóvil grande durante el resto de la existencia de la marca Plymouth (desaparecida en el año modelo de 2001).
| Año      | 1982   | 1983   | 1984   | 1985   | 1986   | 1987   | 1988   | 1989  | Producción total |
| -------- | ------ | ------ | ------ | ------ | ------ | ------ | ------ | ----- | ---------------- |
| Unidades | 18.111 | 15.739 | 14.516 | 19.102 | 14.761 | 10.377 | 11.421 | 4.985 | 109.012          |

## Canadá

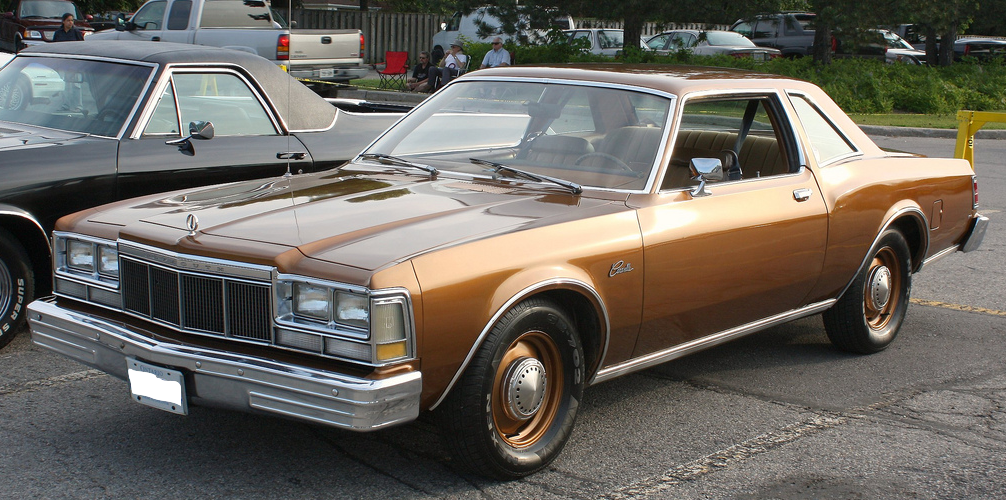
Plymouth Caravelle cupé de 1978

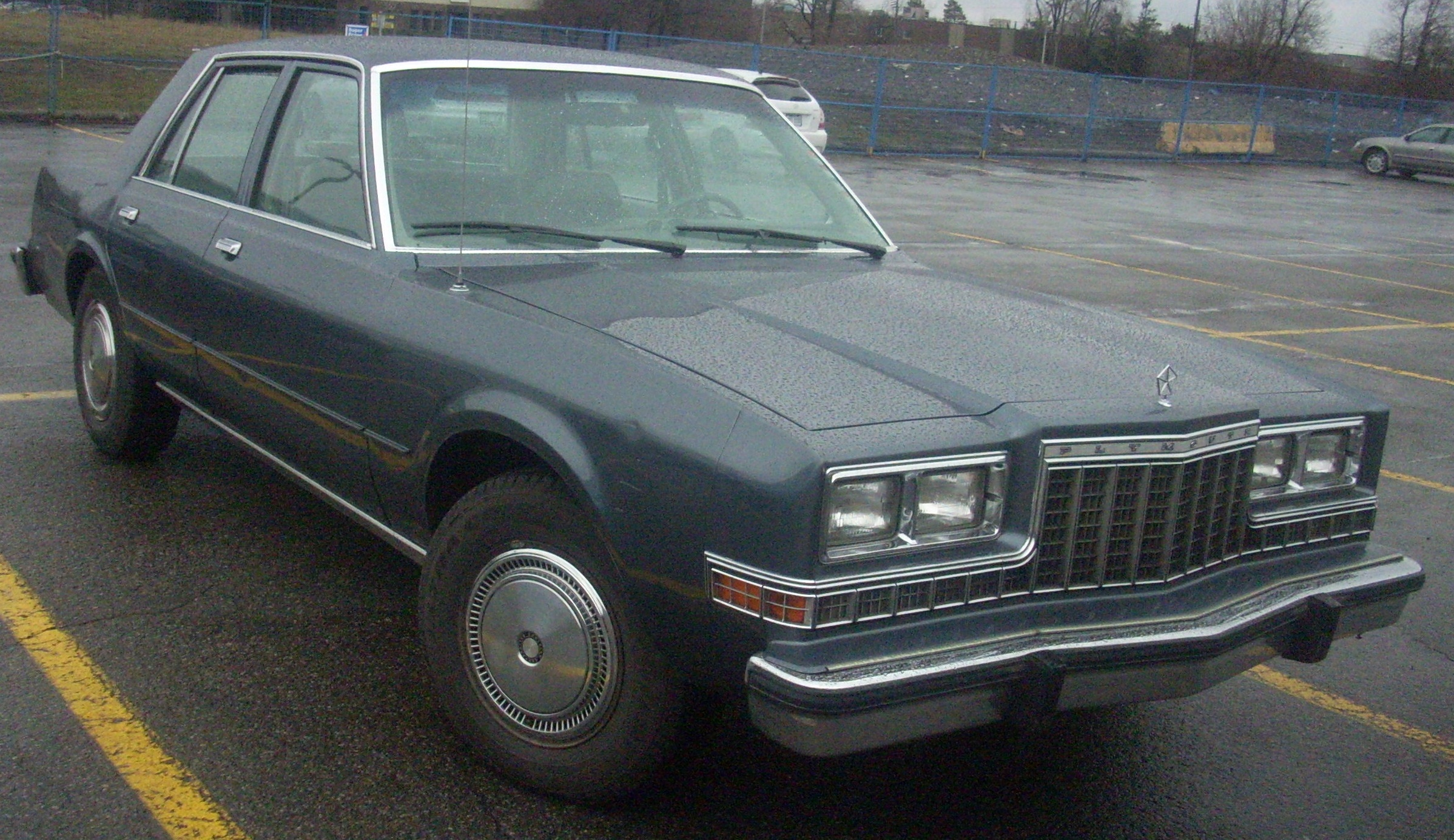
Plymouth Caravelle Salon de 1986

El automóvil que más tarde se convirtió en el Gran Fury de carrocería M también se vendió en Canadá de 1978 a 1989 como Plymouth Caravelle, con la insignia "Caravelle Salon" después de que el Plymouth Caravelle mediano de tracción delantera se lanzara en Canadá en 1983. Aunque Diplomat y LeBaron aparecieron en el mercado a mediados de 1977, el Caravelle se introdujo en el otoño de 1977 como modelo de 1978. Solo lo vendían los concesionarios canadienses de Plymouth y no estaba disponible en los Estados Unidos, aunque el automóvil mediano con tracción delantera se ofreció en el mercado estadounidense a partir de 1985. Además del estilo de carrocería sedán, el Caravelle canadiense se ofreció en un versiones de 2 puertas cupé y ranchera de 4 puertas desde 1982. Una nota interesante es que para 1979, todos los cupés con carrocería M se ofrecían con 2 tratamientos de techo diferentes. El modelo de lujo, llamado Caravelle “Salon”, tenía un tratamiento de ventana lateral trasera más formal, con una forma rectangular alta y estrecha, en lugar de la forma de “triángulo” del modelo estándar. Este cupé más formal solo se vendió durante un año.